# Lene Tranberg
Lene Tranberg (geboren am 29. November 1956 in Kopenhagen) ist eine dänische Architektin und Gründungspartnerin von Lundgaard & Tranberg. Sie ist Ehrenmitglied des American Institute of Architects (Hon. FAIA).

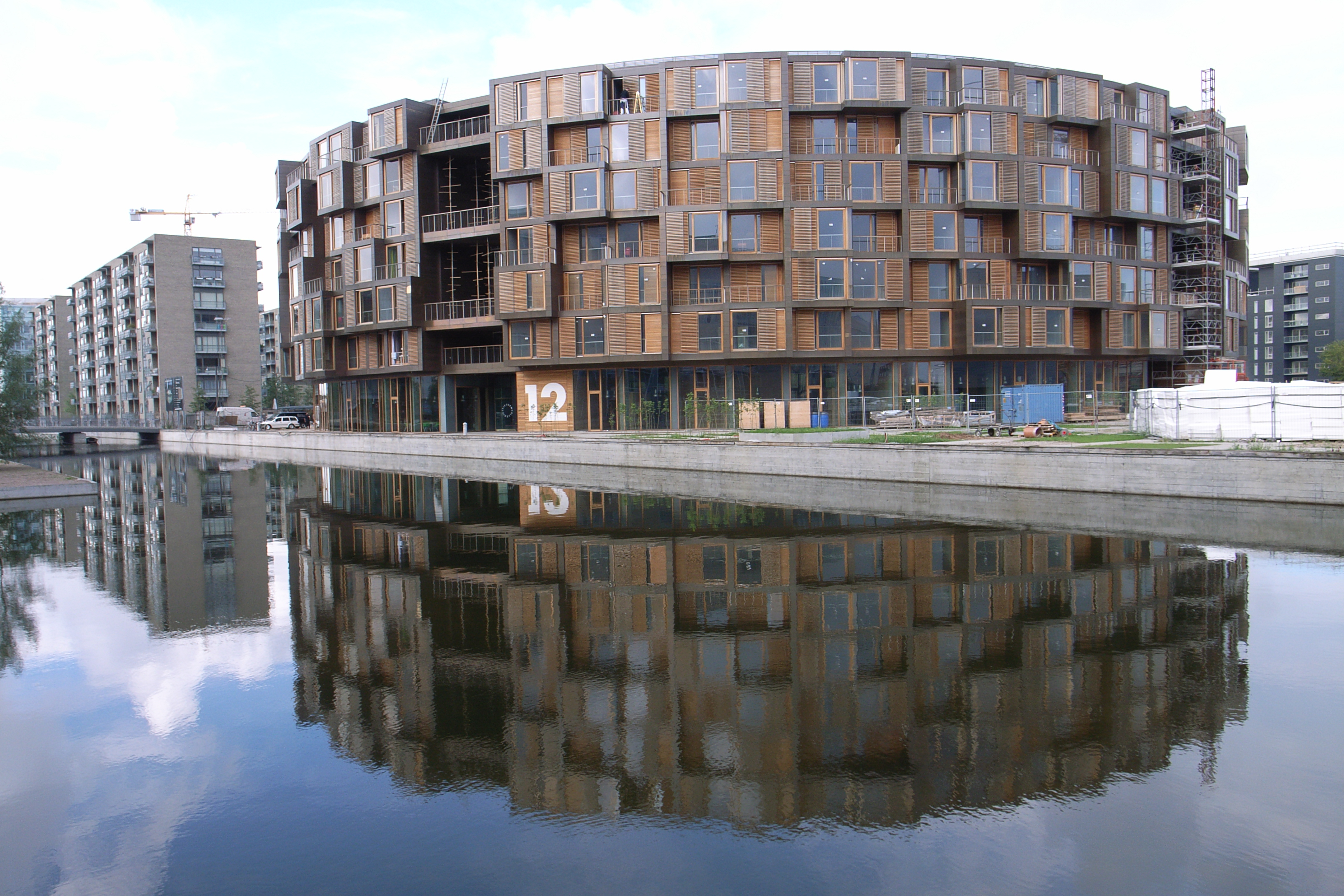
Tietgenkollegiet, Kopenhagen, 2006

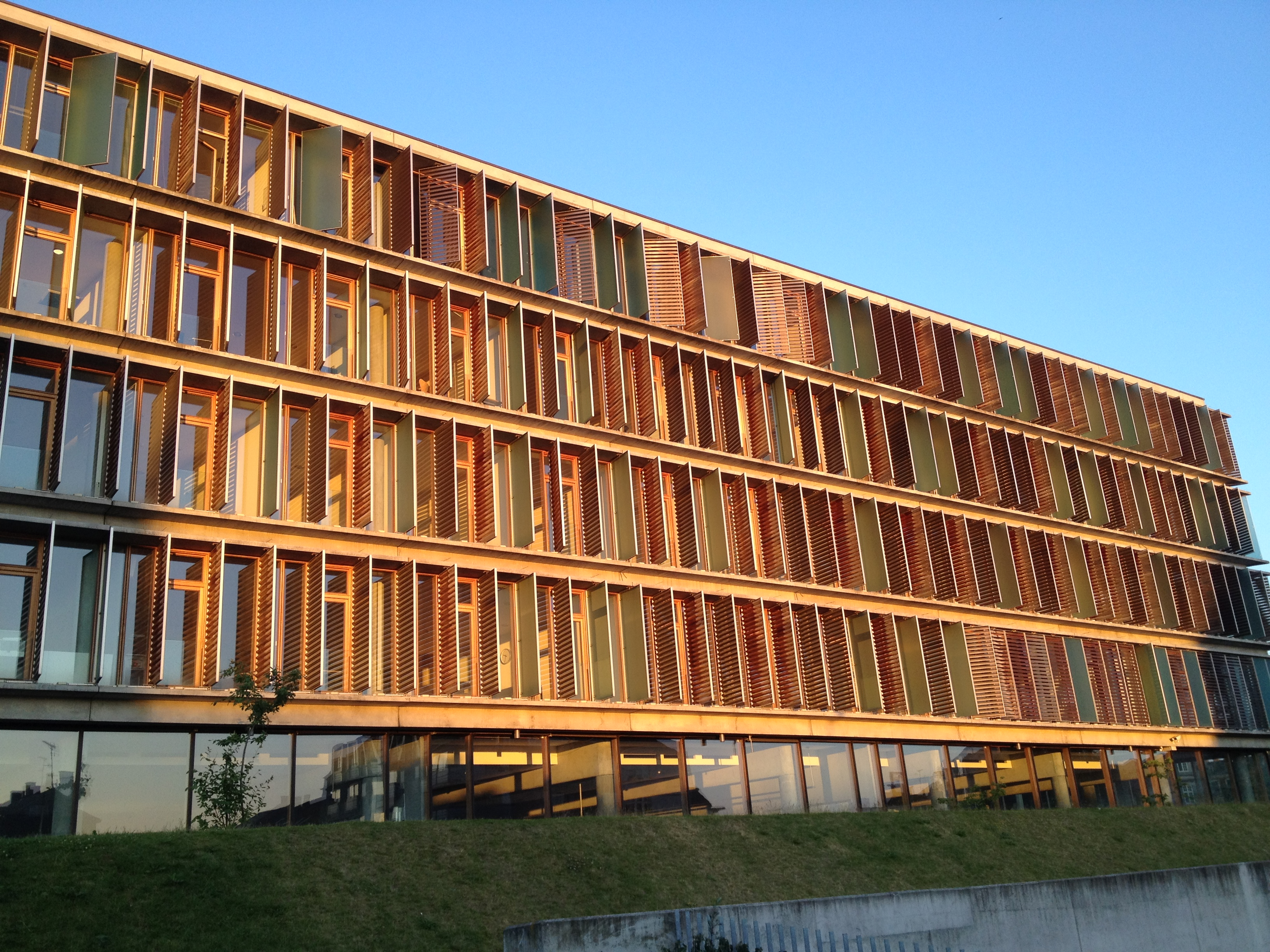
Kilen - Copenhagen Business School 2005.

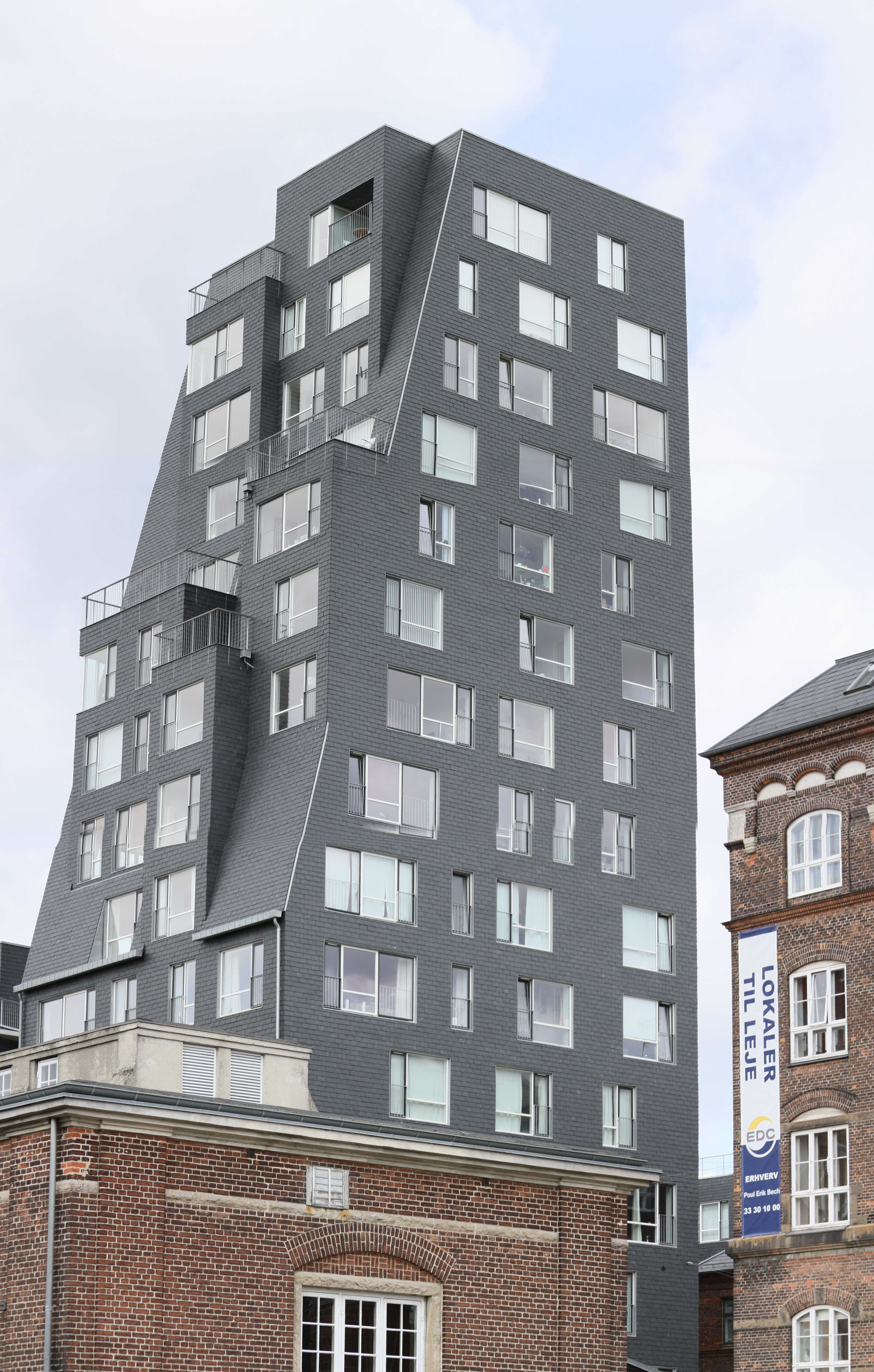
Fyrtårnet, Kopenhagen, 2006.

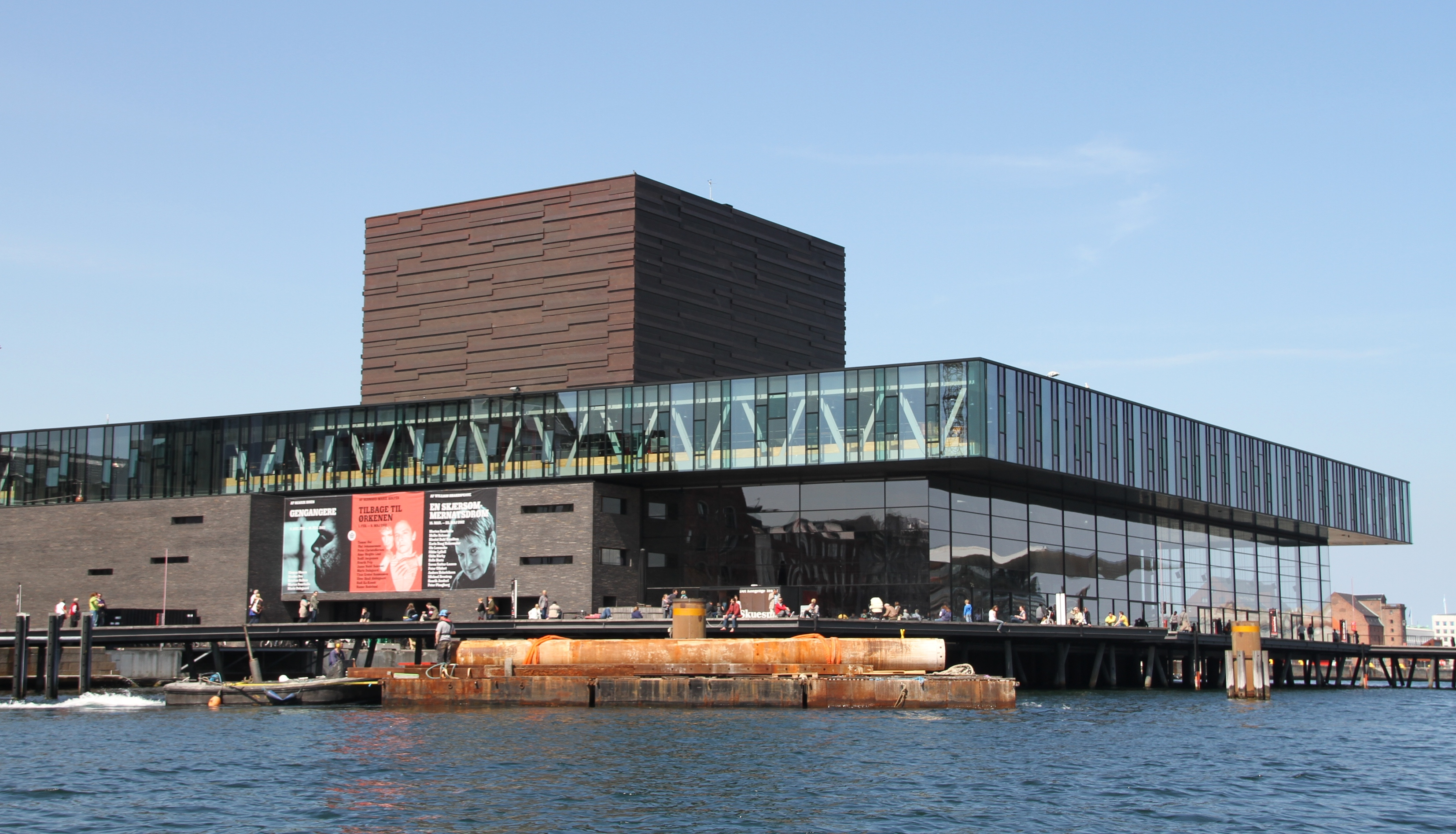
Schauspielhaus des Königlich dänischen Theaters, Kopenhagen, 2008.

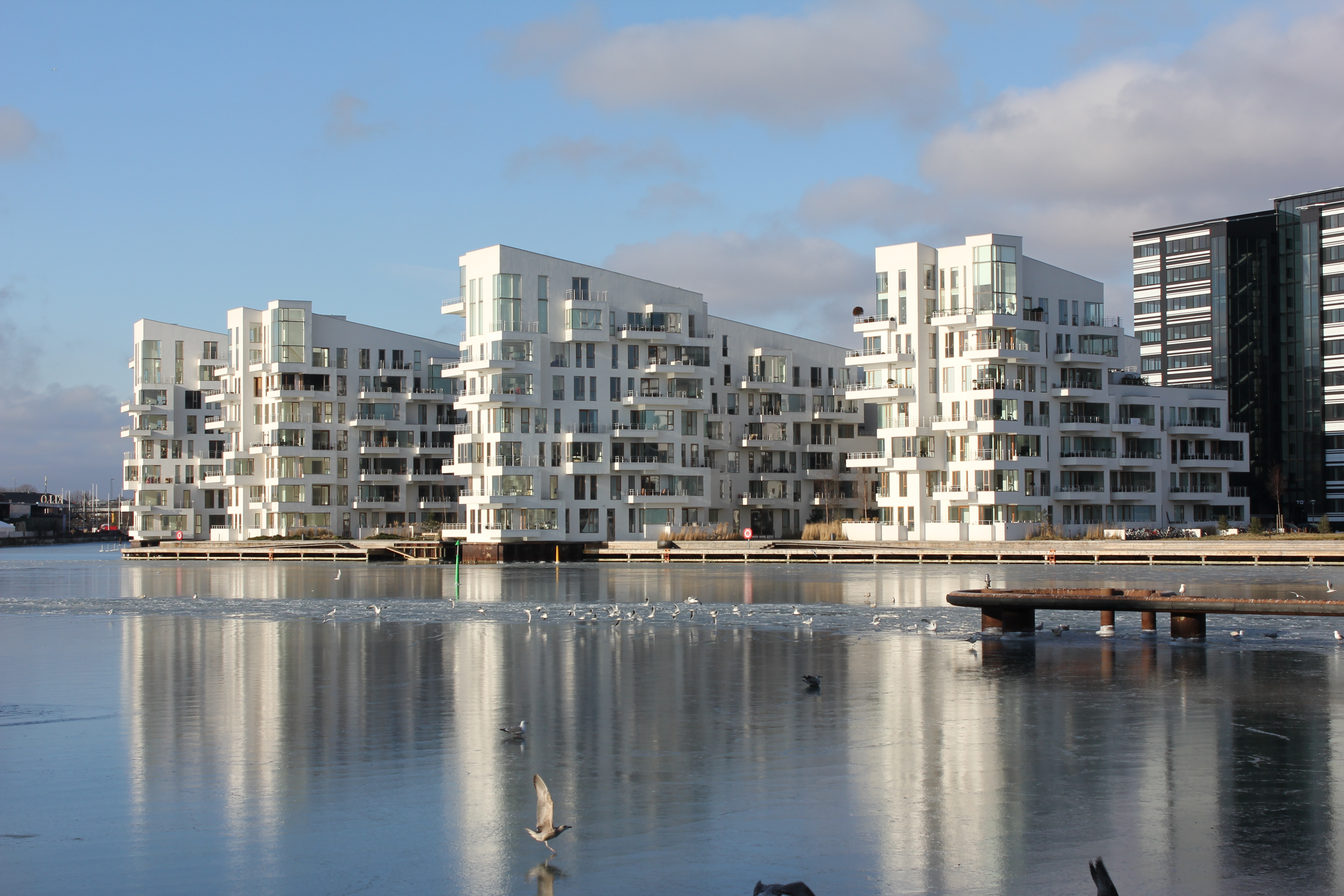
Havneholmen, Kopenhagen, 2008.

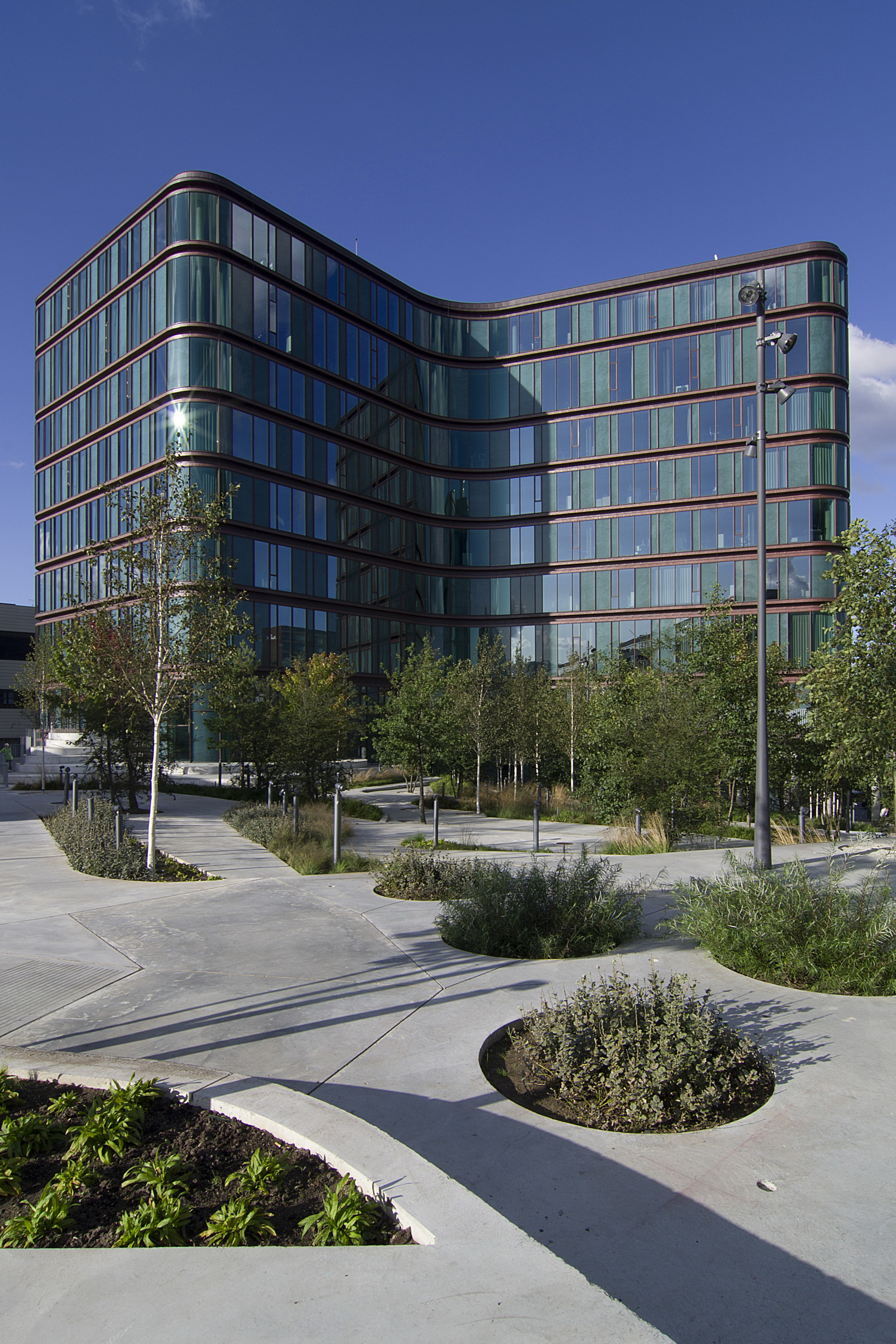
SEB Bank, Kopenhagen, 2010.

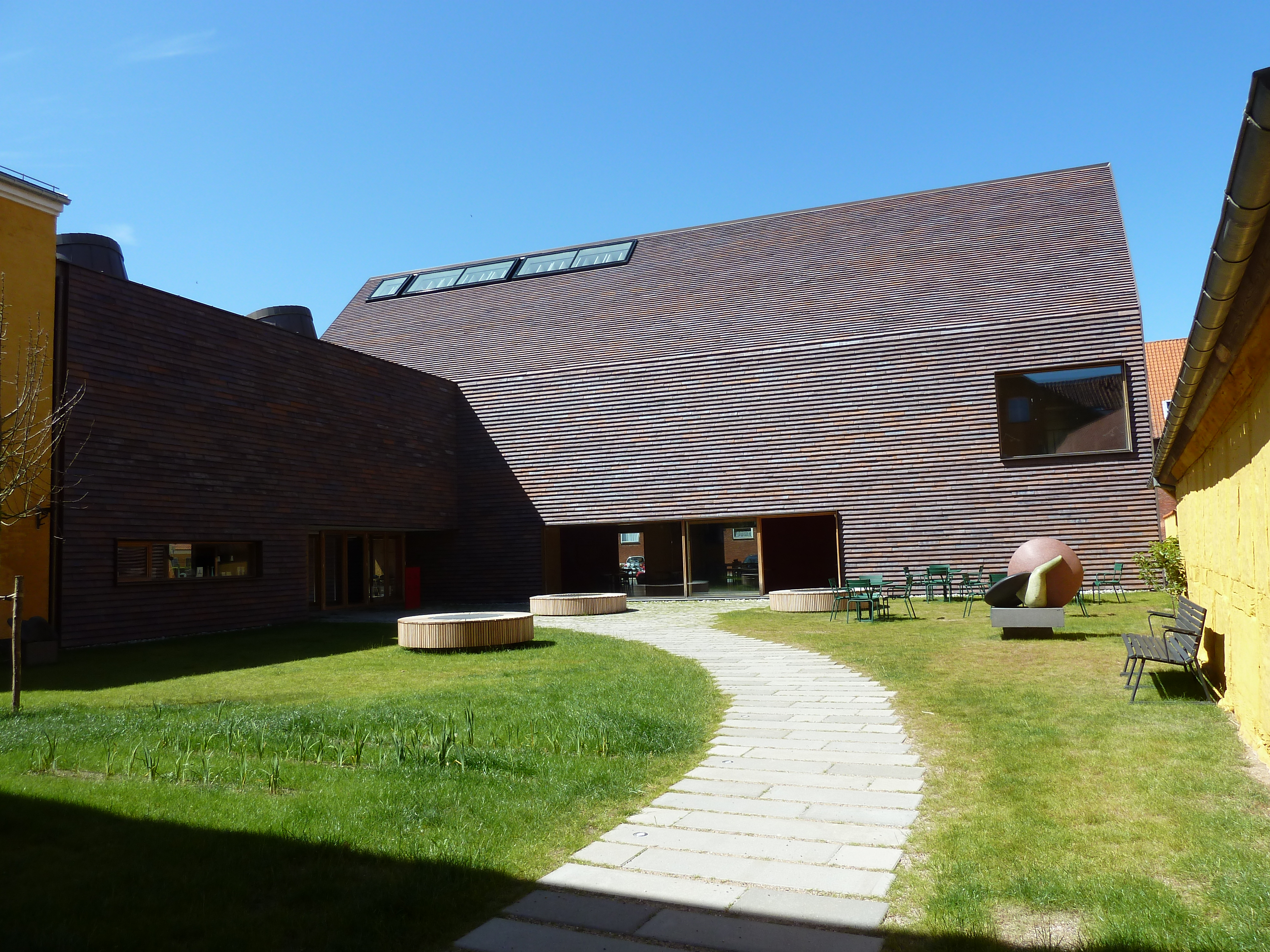
Sorø Kunstmuseum, 2011.

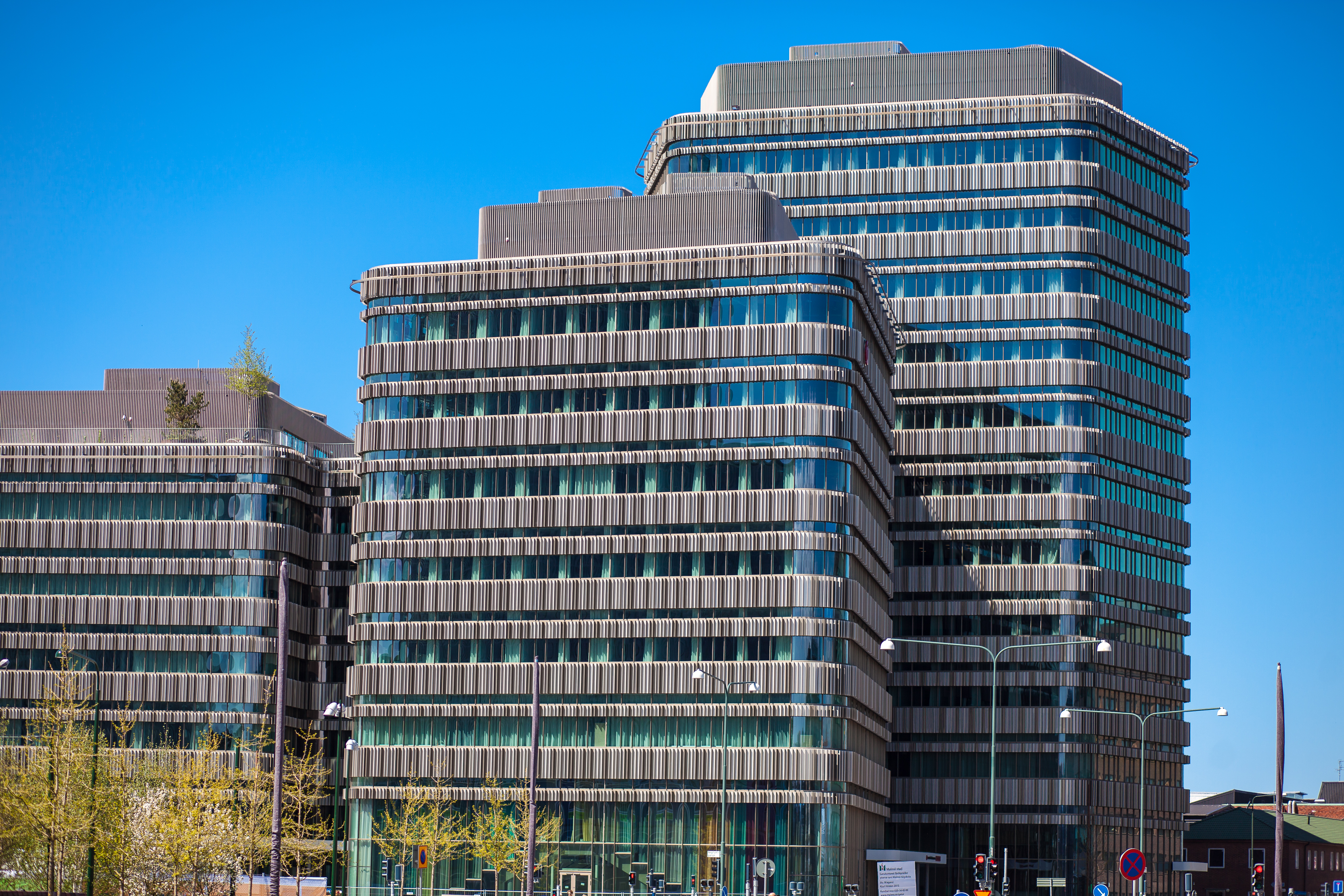
Gebäudekomplex Niagara der Universität Malmö, Schweden, 2015.

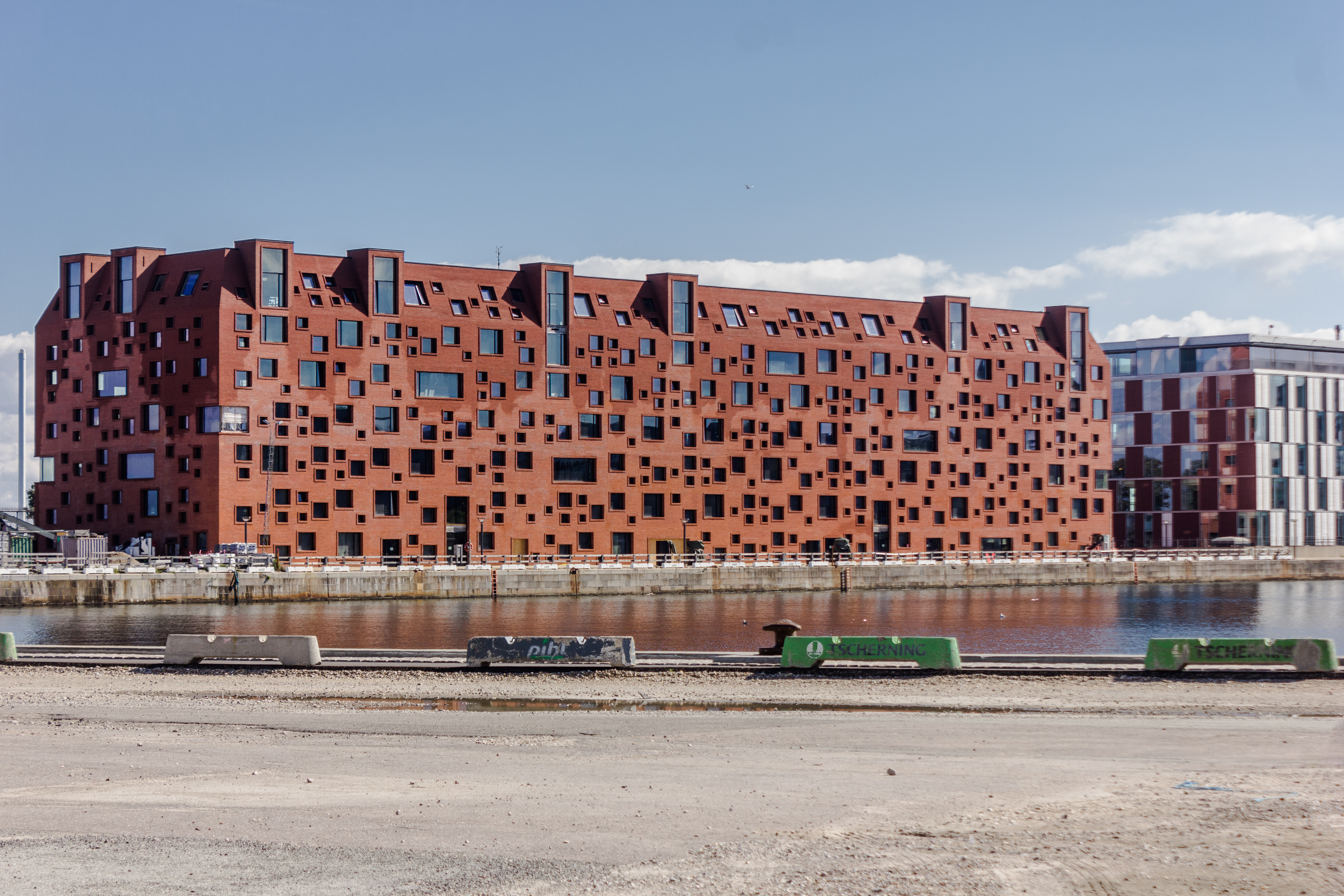
Pier47, Langelinie, Kopenhagen, 2015.

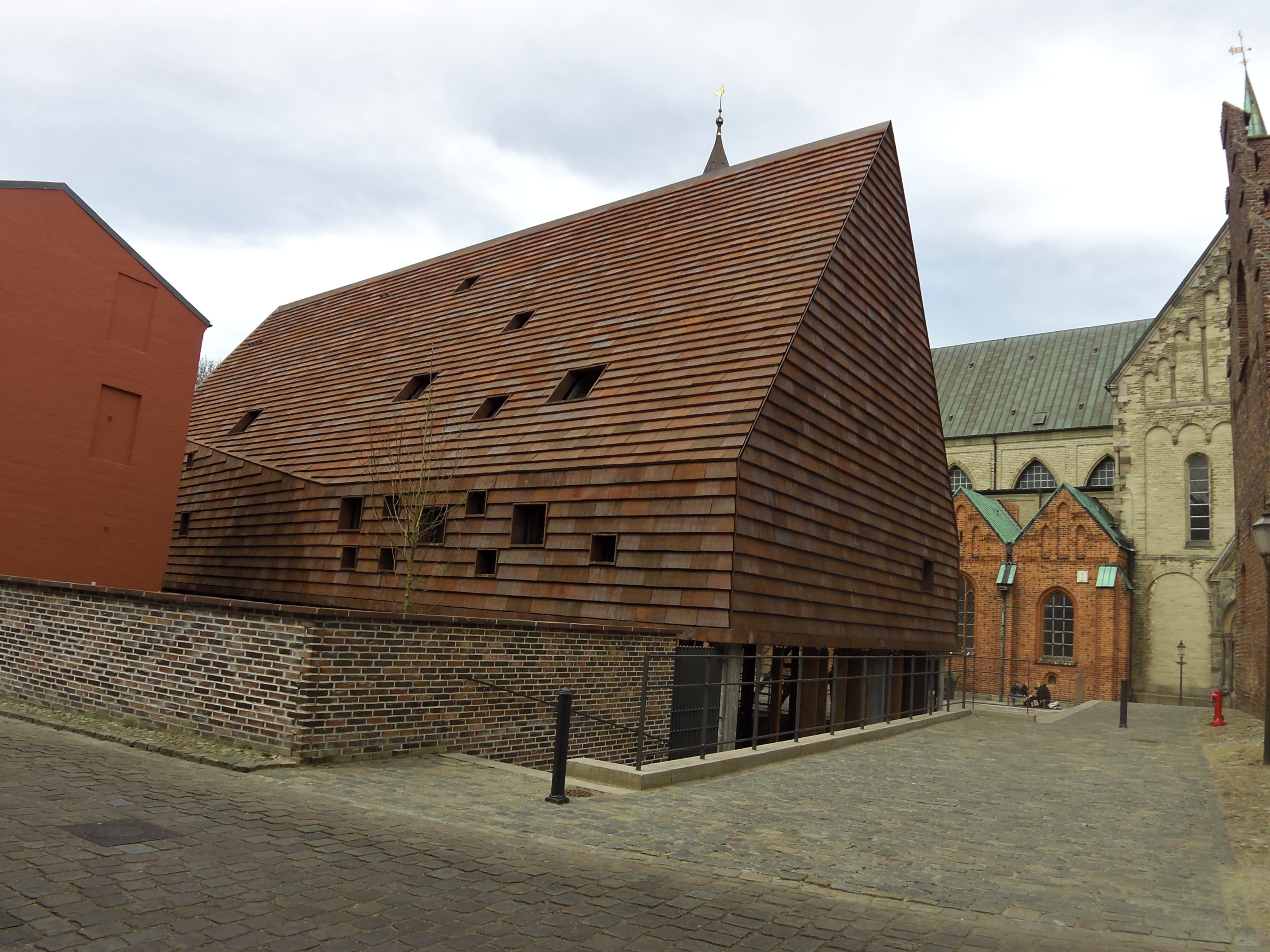
Kannikegården, Ribe, 2016.

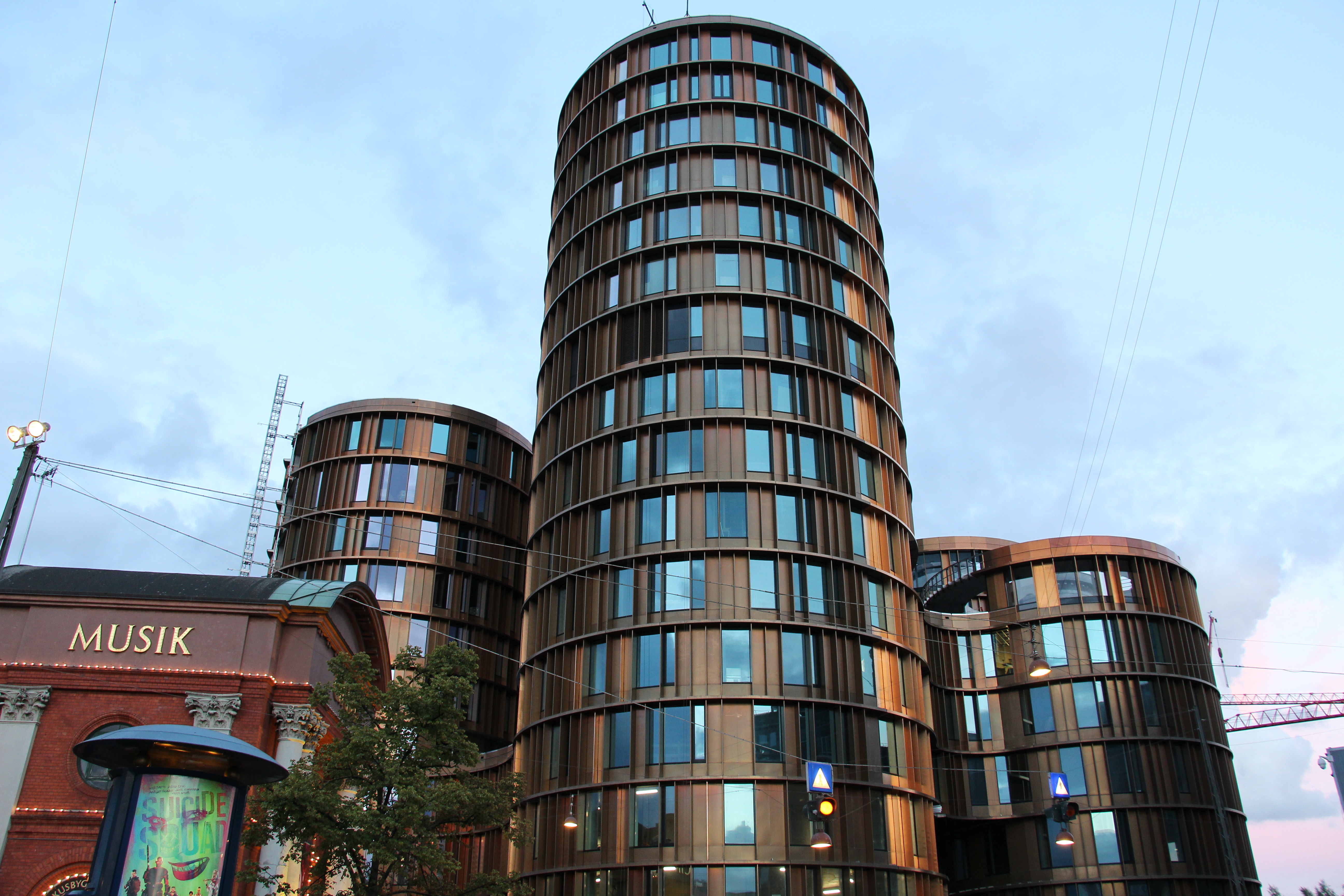
Axel Towers, Kopenhagen, 2017.

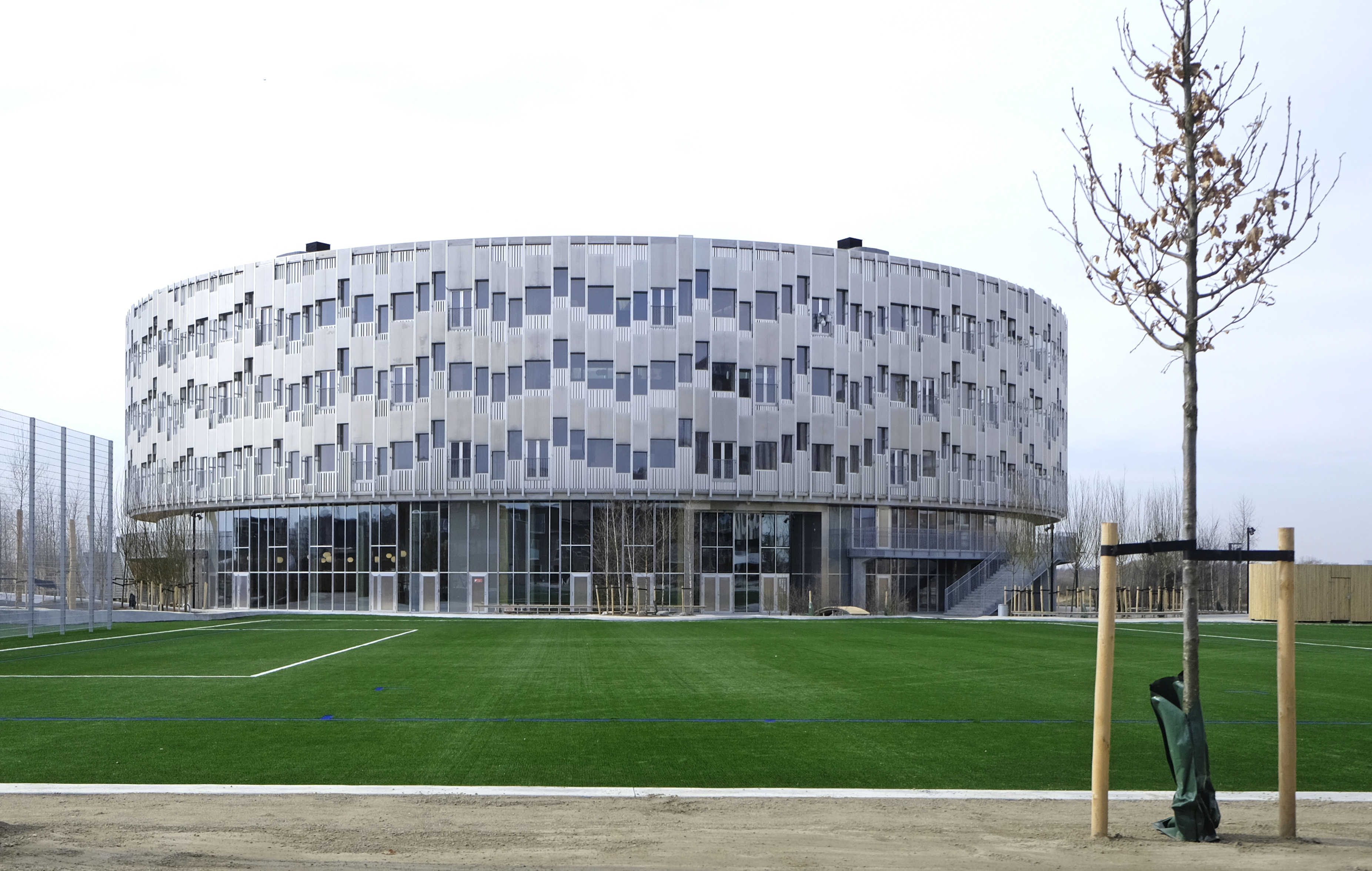
Kalvebod Fælled, Schule in Kopenhagen, 2018.

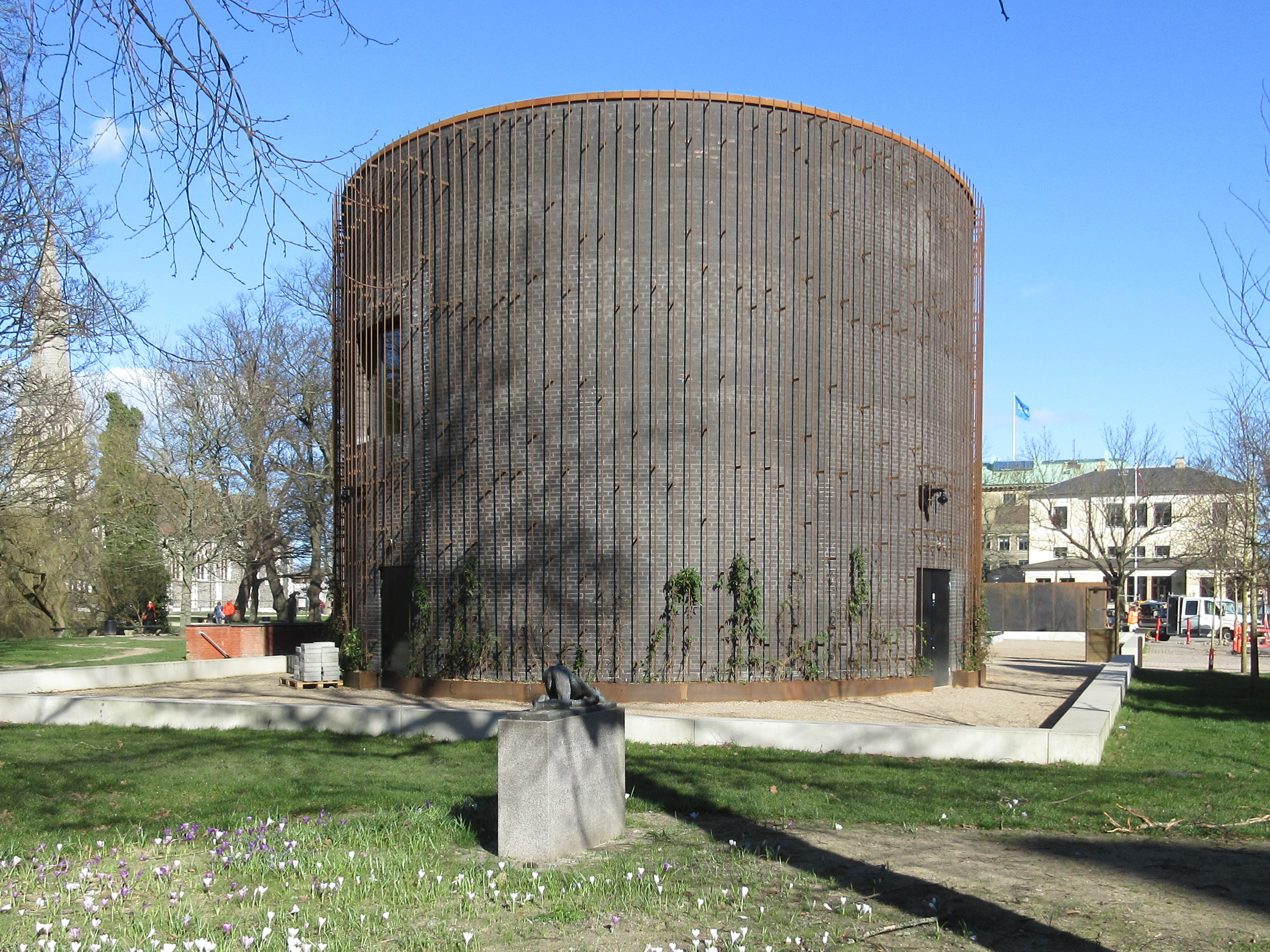
Frihedsmuseet, Kopenhagen 2020.

## Beruflicher Werdegang

### Ausbildung
Lene Tranberg wurde 1977 an der Königlich Dänischen Kunstakademie im Fachbereich Architektur aufgenommen, wo sie unter anderem bei Erik Christian Sørensen studierte und 1984 ihren Abschluss machte.

### Lundgaard & Tranberg
Ein Jahr vor Abschluss ihres Studiums gründete sie zusammen mit Boje Lundgaard 1983 das Architekturbüro Lundgaard & Tranberg. Die beiden hatten gerade den Wettbewerb für den Masterplan des Neubaugebiets Blangstedgaard in der Nähe der dänischen Stadt Odense gewonnen.

„Architektur ist eine öffentliche Angelegenheit, die uns alle angeht. Gute Architektur zieht Menschen an und trägt zu Gemeinschaften bei. Gute Architektur muss eine großzügige Geste gegenüber dem Ort, der Umgebung und der Gemeinschaft sein.“

2004 starb Ehemann und Geschäftspartner Boje Lundgaard. Seitdem führte Lene Tranberg das Architekturbüro mit sechs neuen Partnern und beschäftigt ca. 65 Mitarbeiter. Am 1. November 2020 wurde das Unternehmen um 10 neue Partner – meist langjährige Mitarbeiter – erweitert.
Die meisten Gebäude wurden in Dänemark realisiert. Seit 1990 jedoch begann mit Bellevue Park, einer Wohnanlage, auch Bautätigkeiten in Schweden. Es folgten das Fakultätsgebäude für Gesundheit und Gesellschaft und ein weiterer Gebäudekomplex namens Niagara für die Universität Malmö, die Kulturkasbah und der Multifunktionskomplex T30 in Stockholm. 2017 begann das Architekturbüro mit der Erweiterung und Renovierung der Königlichen Oper in Stockholm.
Zwischen 1997 und 2015 entstanden eine Reihe von Kulturbauten, wie das Kunstmuseum Trapholt, das Arbeitermuseum, das Sorø Kunstmuseum, das Danmark Borgcenter, das noch im Bau befindliche Statens Naturhistoriske Museum und das Frihedsmuseet. Auch Wohn-, Geschäfts- und Sozialbauten gehörten zum Repertoire.
Die Ausrichtung von Lundgaard & Tranberg auf nachhaltiges Bauen führte ab den 1990er Jahren zu einer Reihe von Forschungs- und Entwicklungsprojekten, bei denen sie mit der dänischen Bauforschung zusammenarbeiteten. So wurde beim Projekt Solrækkehusene (= Sonnenreihenhäuser) aktive Solarenergie genutzt, obwohl die Häuser nicht auf eine Nord-Süd-Ausrichtung beschränkt sind. Im Glashuset (= Glashaus) wurde hochisolierendes Glas als primäres Fassadenmaterial verwendet.
Nach der Jahrtausendwende erlangte das Büro mit einer Reihe hochkarätiger Gebäude in Kopenhagen Bekanntheit, darunter vor allem das Studierendenwohnheim Tietgenkollegiet und das Schauspielhaus des Königlich Dänischen Theaters. Diverse Medien zählten die beiden Gebäude zu den zehn besten Beispielen für dänische Architektur. Auch die Wohngebäude des Havneholmen schafften es auf eine Bestenliste.

### Lehrtätigkeit
Parallel zu ihrer Tätigkeit als Architektin hatte Tranberg von 1986 bis 1998 einen Lehrauftrag im Fach Architektur an der Königlich Dänischen Kunstakademie. Sie war außerdem Gastprofessorin an der University of Washington in Seattle.

### Engagement
Tranberg hatte und hat zahlreiche Positionen in der dänischen Architekturszene inne.
Von 1989 bis 1992 war sie Mitglied des Ausschusses für Architektur des dänischen Kunstrates. Von 1995 bis 2002 war sie Mitglied der Nationalen Vereinigung dänischer Architekten und war zeitgleich in der Sonderbauinspektion im Rechts- und im Wettbewerbsausschuss tätig. Von 1998 bis 2002 war sie Geschäftsführerin des Dänischen Architekturzentrums und von 2005 bis 2010 Vorstandsmitglied der Dreyer-Stiftung. Von 2009 bis 2015 war sie Vorstandsmitglied des Jubiläumsfonds der Dänischen Nationalbank.
Seit 2007 ist sie Mitglied des Ausschusses für Denkmalpflege des Kulturministeriums und seit 2012 Vorstandsmitglied des Verlags Gyldendal.

## Projektunabhängige Preise und Ehrungen
Die wichtigsten projektunabhängigen Preise sind:
- 1991: Frits-Schlegels-Preis
- 1994: Eckersberg-Medaille (mit Boje Lundgaard)
- 1995: Nykredit-Architekturpreis
- 1997: Die grüne Nadel des Dänischen Architekturbundes
- 2002: Ehrenpreis von Margot und Thorvald Dreyer (mit Boje Lundgaard)
- 2005: Nykredit-Architekturpreis
- 2006: C. F. Hansen Medaille (mit Tyge Arnfred)
- 2008: Ehrenpreis des Jubiläumsfonds der Dänischen Nationalbank
- 2010: Dänische Geschäftsfrau des Jahres[9]
- 2010: Ritter des Dannebrogordens[10]
- 2010: Ehrenmitglied des American Institute of Architects (Hon. FAIA)[2]
- 2011: Jury-Mitglied für den RIBA Stirling-Preis.[11]
- 2014: Prinz Eugen Medaille (schwedisch: Prins Eugen-medaljen) für Architektur, Schweden (mit Jonas Bohlin).[12]

## Projekte, Preise und Auszeichnungen
Im Folgenden sind ausgewählte realisierte Projekte des Büros Lundgaard & Tranberg sortiert nach dem Fertigstellungsdatum aufgelistet:
- 1988: Blangstedgaard, Musterhäuser und Masterplan für eine neue Wohnsiedlung, Odense, Dänemark.[14]
- 1991: Blockheizkraftwerk Horsens, Horsens, Dänemark.[15]
- 1992: Bellevue-Park, Wohnsiedlung, Malmö, Schweden.[16]
- 1996: Blockheizkraftwerk Faaborg, Faaborg, Dänemark. Das Projekt erhielt einen Preis des dänischen Statens Kunstfond.[17]
- 1996: Zweite Stufe des Kunstmuseums Trapholt, Kolding, Dänemark. 1998 wurde der Preis der Stadt Koldung dafür vergeben.[18]
- 1996: Glashuset, Einfamilienhaus in Niedrigenergiebauweise, Ballerup, Dänemark.[19]
- 1999: Bel Colle, Wohnsiedlung mit 18 Häusern in Rungsted, Dänemark.[20]
- 2000: Børnehuset Englegaard, Kindertagesstätte in Søborg, Dänemark.[21]
- 2003: Gebäude der Fakultät Gesundheit und Gesellschaft der Universität Malmö, Schweden. Das Gebäude wurde 2004 von der Stadt Malmö ausgezeichnet.[22]
- 2003: Charlottehaven, Hotel-, Geschäfts- und Wohngebäude in Kopenhagen, Dänemark.[23]
- 2006: Tietgenkollegiet, Studierendenwohnheim in Kopenhagen, Dänemark.[24] Neben zahlreichen dänische Preisen wurden 2007 dafür auch internationale Preise vergeben: der European Award des Royal Institute of British Architects (RIBA)[25] und der Forum AID Award der Zeitschrift AID (Architecture, Interior design and Design) für die beste skandinavische Innenausstattung.
- 2006: Fyrtårnet, Wohnhaus in Kopenhagen, Dänemark. 2008 mit dem Preis der Stadt Kopenhagen ausgezeichnet.[26]
- 2005: Kilen – Copenhagen Business School (CBS), Frederiksberg, Dänemark.[27] 2006 wurde der RIBA European Award für das Projekt vergeben.[28]
- 2007: Theaterstuhl für das Schauspielhaus des Königlich dänischen Theaters.[29] Für das Möbeldesign wurde 2009 der Red Dot Design Award und der iF Industrie Forum Design Award.[30]
- 2008: Skuespilhuset (= Schauspielhaus des Königlich dänischen Theaters), Kopenhagen, Dänemark. Neben dänischen Preisen hat das Projekt folgende Preise erhalten: 2008 den RIBA European Award und den Nordic Lighting Award, 2009 den Bæredygtig Beton Pris (dänischer Publikumspreis für nachhaltiges Bauen mit Beton), 2011 die Auszeichnung der Kopenhagener Architekturvereinigung Store Arne.[31][32]
- 2008: Havneholmen, Kopenhagen, Dänemark. Neben dänischen Preisen werden für das Projekt folgende internationale Preise verliehen: 2009 der European Property Award und der Builders' Association Award, 2010 das Association for the Capital's Beautification Diploma und 2011 den RIBA European Award.[33]
- 2010: SEB Bank & Pension, Kopenhagen, Dänemark. 2011 erhielt das Projekt den RIBA European Award und den Preis der Kopenhagener Architektenvereinigung Store Arne und den Preis der Stadt Kopenhagen.[34]
- 2011: Sorø Kunstmuseum, Sorø, Dänemark.[35] 2013 erhielt das Projekt den RIBA European Award.
- 2014: Sanierung des Arbeitermuseums, Kopenhagen, Dänemark.[36] 2020 wurden Bankettsaal und Nebengebäude saniert.[37]
- 2014: Danmarks Borgcenter, Museum in Vordingborg, Dänemark.[38]
- 2015: Pier47, zum Geschäftsgebäude umgebautes Lagerhaus an der Langelinie, Kopenhagen, Dänemark.[39] Es handelt sich um ein von der Deutschen Gesellschaft für Nachhaltiges Bauen (DGNB) mit Gold zertifiziertes Pionierprojekt im nachhaltigen Bürobau in Dänemark.
- 2015: Niagara, Institutsgebäude für die Universität Malmö, Schweden.[40]
- 2016: Kannikegarden, Ribe, Dänemark.[41] Das Projekt war unter den letzten fünf Finalisten für den Mies van der Rohe Award for European Architecture.
- 2017: Axel Towers, Kopenhagen, Dänemark.[42] Neben einer Reihe dänischer Preise erhielt das Gebäude 2019 den Thin Plate Award und wurde 2019 für den Preis der Europäischen Union für zeitgenössische Architektur - Mies van der Rohe Award nominiert.[43][44]
- 2018: Kalvebod Fælled Schule, Kopenhagen, Dänemark.[45] 2019 wurde der Baupreis der Stadt Kopenhagen für das Projekt vergeben.[46]
- 2020: Frihedsmuseet (Freiheitsmuseum), Kopenhagen, Dänemark.[47] Bau des Jahres 2020.

## Veröffentlichungen
- Bellevue Park Malmö. Architekt: Boje Lundegaard och Lene Tranberg. = Bellevue Park Malmö. Architekten: Boje Lundegaard und Lene Tranberg. In: Die Architektur. Band 6, 1992, ISSN 0004-2021, S. 16–20.
- Mit Boje Lundgaard, Henrik Schmidt, Sven Kierkegaard: Solvænget (Nørre Alslev). In: Kim Dirckinck-Holmfeld und andere (Hrsg.): Økologisk byggeri i Danmark = Danish ecological building. Arkitektens forlag, København 1994, ISBN 978-87-7407-148-8 (dänisch, englisch).
- Mit Steen Høyer, Finn Reinbothe: Arkitektonisk undersøgelse af værftsarealet. = Architektonische Studie über das Werftgelände. 1999, OCLC 477114881.
- Mit Boje Lundgaard: Englegaard Preschool. In: Gunter Beltzig (Hrsg.): Kindergarten architecture. Loft, Barcelona 2001, OCLC 606844279.
- Mit Steen Høyer, Kræn Ole Birkkjær: Biogasanlæg – arkitektur og landskab. Erfaringer og metode til indpasning af biogasanlæg i landskabet. = Biogasanlagen – Architektur und Landschaft. Erfahrungen und Methodik zur Integration von Biogasanlagen in die Landschaft. Naturstyrelsen, 2013, ISBN 978-87-7279-620-8 (dänisch).
- Mit Justine Harvey: “Give Something Away for Free. In Denmark, Lundgaard & Tranberg Arkitekter Is Continuing the Country’s Tradition for Design That Works to Knit Society Together as the Starting Point for Its Architecture.” In: Architecture New Zealand. November 2016, S. 28–32 (englisch, auburn.edu [abgerufen am 14. März 2022]).–